# Магнија Урбика
Магнија Урбика (лат. Magnia Urbica) била је супруга цара Карина. Додељене су јој титуле августе и мајке отаџбине (лат. Mater patriae).